# Aitor González
Pour les articles homonymes, voir González et Jiménez.
Aitor González Jiménez, né le 27 février 1975 à Zumarraga, est un coureur cycliste espagnol. Professionnel de 1998 à 2005, il a notamment remporté le Tour d'Espagne 2002.

## Biographie

### Carrière
Il passe professionnel en 1998 dans l'équipe Avianca avant de rejoindre la Kelme l'année suivante, équipe dans laquelle il remporte le Tour d'Espagne 2002 devant Roberto Heras et Joseba Beloki. Il se classe également sixième du Giro cette année-là. Il rejoint ensuite la Fassa Bortolo en 2003 et termine sa carrière chez Euskaltel-Euskadi avec laquelle il remporte le Tour de Suisse 2005.
Il a été impliqué dans une affaire de dopage.

### L'après carrière
Après sa carrière, il connait de nombreux démêlés avec la justice espagnole.
En 2007, il est arrêté pour conduite sous l'influence de l'alcool et de cocaïne. Début 2008, il est arrêté pour avoir agressé deux employés d'une agence immobilière.
Le 14 août 2011, il est entendu dans le cadre d'une opération coordonnée par la Police nationale de Leon, pour escroquerie présumée dans le domaine de l'immobilier. Le 25 octobre 2016, il est arrêté pour avoir tenté de voler des téléphones dans une boutique de téléphonie mobile.

## Palmarès et résultats

### Palmarès amateur
- 1996
  -  Champion d'Espagne du contre-la-montre espoirs
  - 3e du Gran Premio Primavera de Ontur
- 1997
  -  Champion d'Espagne du contre-la-montre espoirs
- 1998
  - Trofeo San Jorge

### Palmarès professionnel
- 2000
  - 2e étape du Tour de l'Algarve
  - 3e étape du Tour du Limousin
  - 2e du GP Llodio
- 2001
  - Tour de Murcie :
    - Classement général
    - 5e étape (contre-la-montre)

  - 4e du Tour de Catalogne
- 2002
  - 8e et 19e (contre-la-montre) étapes du Tour d'Italie
  - Tour d'Espagne :
    -  Classement général
    - 8e, 10e (contre-la-montre) et 21e (contre-la-montre) étapes

  - 6e du Tour d'Italie
  - 7e du championnat du monde du contre-la-montre
  - 8e du Tour de Romandie
- 2003
  - Tour de la province de Reggio de Calabre
  - 15e étape du Tour d'Italie (contre-la-montre)
- 2004
  - 14e étape du Tour de France
- 2005
  - Tour de Suisse :
    - Classement général
    - 9e étape

### Résultats sur les grands tours

#### Tour de France
3 participations
- 2001 : abandon (10e étape)
- 2003 : non-partant (8e étape)
- 2004 : 45e, vainqueur de la 14e étape

#### Tour d'Italie
3 participations
- 2002 : 6e, vainqueur des 8e et 19e (contre-la-montre) étapes
- 2003 : 19e, vainqueur de la 15e étape (contre-la-montre)
- 2005 : abandon (14e étape)

#### Tour d'Espagne
4 participations
- 2002 :  Vainqueur du classement général, vainqueur des 8e, 10e (contre-la-montre) et 21e (contre-la-montre) étapes,  maillot or pendant 1 jour
- 2003 : abandon (14e étape)
- 2004 : non-partant (18e étape)
- 2005 : abandon (18e étape)

### Classements mondiaux
| Année              | 2005 |
| ------------------ | ---- |
| Classement ProTour | 43e  |